# Марк Гордеоній Флак
Марк Гордеоній Флак (лат. Marcus Hordeonius Flaccus; 14 — 70) — державний та військовий діяч Римської імперії, консул-суффект 47 року.

## Життєпис
Син Марка Гордеонія, прокуратора патримонії в Нарбонській Галлії. Про молоді роки мало відомо. У 47 році призначено консулом-суффектом разом з Гаєм Калпетаном Ранцієм Седатом.
Був призначений легат при Луції Вергінії Руфі, наміснику провінції Верхня Германія. У 68 році після повалення Нерона Гордеоній отримав командування над військами провінції Верхня Германія.
У 69 році перейшов на бік Вітеллія. Останній, рушивши на Рим, доручив Гордеонію командування усіма Рейнськими військами, а потім призначив імператорським легатом-пропретором провінції Нижня Германія. На цій посаді брав участь у придушенні Батавського постання. Переконав легіони присягнути Веспасіану. У 70 році загинув у м. Новезій (сучасний м. Нейсс) під час повстання легіонерів.